# ザザ・ザジロフ
ザザ・ザジロフ（Zaza Zazirov、1972年4月25日 - ）は、ウクライナの男子レスリング選手。1996年アトランタオリンピックレスリングフリースタイル68kg級の銅メダリストである。
1996年アトランタオリンピックでは、フリースタイル68kg級に出場し準々決勝に進出。ここで、金メダルを獲得したロシアのワディム・ボギエフに敗れたものの、敗者復活戦を勝ち上がって銅メダルを獲得した。2000年シドニーオリンピックでは、フリースタイル69kg級に出場。しかし、予選リーグで敗退した。

## 実績
- オリンピック
  - 1996年アトランタオリンピック　銅メダル
- 世界選手権
  - 2位　1998年
  - 3位　1997年
- ヨーロッパ選手権
  - 優勝　1993、1999年
  - 2位　1998年
  - 3位　1996、1997年